# ویکه دیکسترا
ویکه دیکسترا (انگلیسی: Wieke Dijkstra؛ زادهٔ ۱۹ ژوئن ۱۹۸۴) بازیکن هاکی روی چمن اهل هلند است.